# Giovanni Battista Carlone
Giovanni Battista Carlone (n. 16 februarie 1603, Genova, Republica Genova – d. 1684, Parodi Ligure, Piemont, Italia) a fost un pictor italian din perioada barocului, activ în principal la Genova.

## Biografie
Carlone s-a născut și a murit la Genova. Provenea dintr-o familie de artiști: tatăl său Taddeo⁠(d), unchiul și verii săi erau sculptori, iar fratele său mai mare, Giovanni Bernardo Carlone, era pictor, format la Roma și s-a căsătorit cu fiica lui Bernardo Castello⁠(d). Cu toate acestea, Giovanni Bernardo a murit la vârsta de 40 de ani.
Este posibil ca Giovanni Battista să se fi instruit cu Domenico Passignano⁠(d). A fost remarcabil de prolific atât în ceea ce privește descendenții (24 de copii) de la o singură matronă (Nicoletta Scorza), cât și în ceea ce privește picturile și frescele; probabil că aceste două fapte nu au fost independente, deoarece rezultatul final sugerează cu tărie că în picturile sale au fost implicate mai multe mâini. Picturile sale împânzesc bisericile locale; de exemplu, numai Basilica della Santissima Annunziata del Vastato⁠(d) conține aproape 20 de pânze și fresce. Cu toate acestea, risipa sa artistică a diluat, de asemenea, forța de individualitate a picturilor care, ca stil, par să ocupe un talent provincial imprecis între manierism și baroc. Fiul său, Andrea Carlone, a fost pictor.
În naosul central și principal al Vastato, a reprezentat Adorația Magilor, Intrarea lui Hristos în Ierusalim, Învierea, Înălțarea, Pogorârea Duhului Sfânt și Adormirea Maicii Domnului. În aceeași biserică a pictat Prezentarea în Templu și Hristos predicând fariseilor.

## Lucrări
- Miracolo del basilisco, crocefissione di San Pietro, conversione di San Pietro, fresce la bolta bisericii San Siro, Genova
- Miracolo del beato Salvatore da Horta - ulei pe pânză 280 cm × 185 cm, Basilica della Santissima Annunziata del Vastato, Genova
- Giuseppe riconosciuto dai fratelli, Accademia Ligustica di Belle Arti⁠(d), Genova
- Adorazione dei pastori, Accademia Ligustica di Belle Arti, Genova
- Gesù comunica santa Gertrude, Albergo dei poveri, Genova
- Assunzione della Vergine, Cassa di Risparmio, Genova
- Martirio di San Lorenzo ( Martiriul Sfântului Lawrence ), oratoriul San Lorenzo, Cogoleto
- Sfântul Sebastian, Fundația Bemberg, Toulouse